# Strassenverkehrsamt

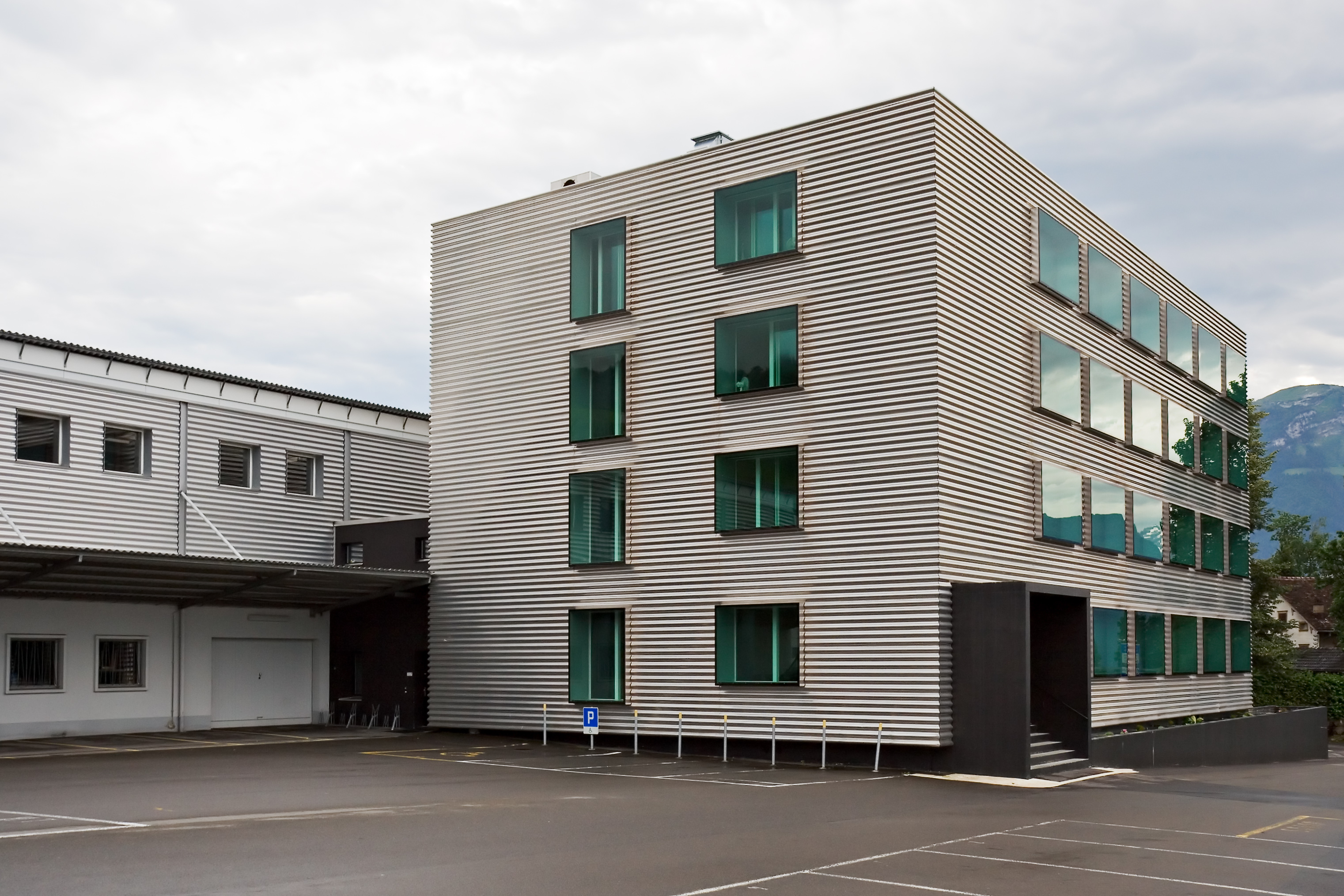
Strassenverkehrsamt in Schwyz

Das Strassenverkehrsamt (StVA), in der Schweiz eine kantonale Behörde, in Liechtenstein eine Landesbehörde, ist für den Vollzug der Vorschriften über den Verkehr auf öffentlichen Strassen zuständig.
In vielen Kantonen ist dieser Behörde zudem die Binnenschifffahrt angegliedert, weshalb auch die Bezeichnungen Strassenverkehrs- und Schifffahrtsamt (SVSA) oder Verkehrsamt gebräuchlich sind.
Das Strassenverkehrsamt befasst sich hauptsächlich mit der Zulassung von Motorfahrzeugen und Personen zum Strassenverkehr und führt die entsprechenden Fahrzeug- und Führerprüfungen durch. In den meisten Kantonen ist das Strassenverkehrsamt ebenso für die Anordnung von Administrativmassnahmen, die Erteilung von Sonder- und Ausnahmebewilligungen und für das Inkasso der Verkehrsabgaben (Motorfahrzeugsteuer) zuständig. Das Strassenverkehrsamt ist in einigen Kantonen mit dem Schifffahrtsamt zusammen organisiert (wie z. B. im Kanton St. Gallen).
Die Fahrzeugzulassung erfolgt mit der Erteilung von Fahrzeugausweis und Kontrollschild und ist an Bedingungen geknüpft: Das Fahrzeug muss den schweizerischen Vorschriften entsprechen, betriebssicher sein und über eine Haftpflichtversicherung verfügen. Fällt im Nachhinein eine der Bedingungen weg, werden Ausweis und Schilder nach erfolglosem Mahnverfahren entzogen. Das gleiche Entzugsverfahren wird angewendet, wenn die Verkehrsabgaben nicht bezahlt werden.
Die Personenzulassung erfolgt mit der Erteilung des Führerausweises, nachdem die amtliche Prüfung ergeben hat, dass der Bewerber die Verkehrsregeln kennt und Fahrzeuge der Kategorie, für die der Ausweis gilt, sicher zu führen versteht.
Die Administrativmassnahmenbehörde befasst sich mit den Führerausweisinhabern, die sich nicht an die Verkehrsvorschriften halten oder deren Fahreignung aus anderen Gründen fraglich ist. Als Massnahmen können u. a. angeordnet werden: Verwarnung, Entzug des Führerausweises, Auflagen. Gestützt auf die Ergebnisse der verkehrsmedizinischen Kontrollen, die der Prävention dienen, werden ebenfalls Auflagen oder Sicherungsentzüge ausgesprochen.
Die Fahrzeugprüfung (Motorfahrzeugkontrolle, MFK) stellt sicher, dass das Fahrzeug den schweizerischen Vorschriften (wie z. B. der Verkehrszulassungsverordnung) entspricht und betriebssicher ist. Die Fahrzeuge unterliegen regelmässigen Nachkontrollen.
Die Motorfahrzeugkontrollen müssen nicht zwingend beim kantonalen Strassenverkehrsamt des Kantons, wo das Fahrzeug eingelöst ist, gemacht werden. Es ist auch möglich in einem Strassenverkehrsamt der Nachbarkantone oder dem TCS die gesetzliche MFK zu machen.

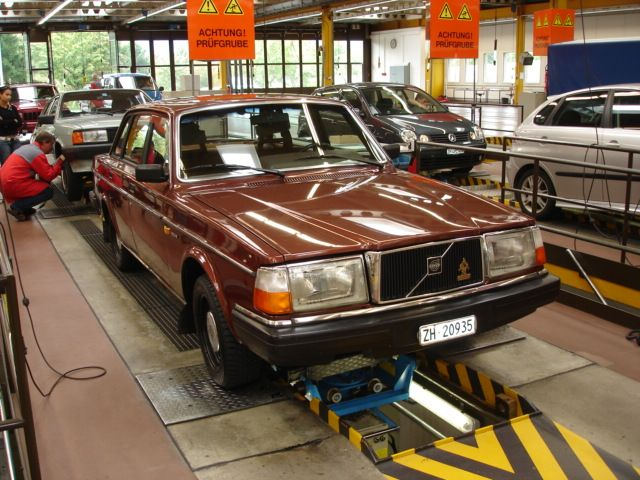
Fahrzeugprüfung in der Schweiz

Die Führerprüfung besteht – in Abhängigkeit von der gewünschten Kategorie – in der Regel aus einem theoretischen und einem praktischen Teil. Die Theorieprüfung wird am Computer abgenommen; die praktische Prüfung im normalen Strassenverkehr. Um Lernfahrten ausüben zu dürfen, benötigen die Bewerber für fast alle Kategorien einen Lernfahrausweis.
Fahrzeug- und Führerprüfungen dürfen nur von speziell ausgebildeten Verkehrsexperten abgenommen werden.
Alle Aktivitäten des Strassenverkehrsamtes dienen der Aufrechterhaltung und Verbesserung der Verkehrssicherheit. Abgrenzungen gibt es zur Polizei, die für die Kontrolle und Einhaltung der Verkehrsvorschriften auf der Strasse zuständig ist, und zum Bauamt, das den Bau und Unterhalt der Strassen verwaltet und die Signalisation unter Mitwirkung der Polizei betreut.